# Sunset Thomas
Sunset Thomas (Sikeston, Missouri, 1972. február 19. –) amerikai pornószínésznő.

## Élete és pályafutása
Thomas élt Virginia, Georgia, Texas, Tennessee államokban, valamint Daytona Beach városban.

## Válogatott filmográfia
| - 10 Magnificent Blondes - 100% Pure Pussy 2 - 1995 AVN Awards - 1996 AVN Awards - 2002 AVN Awards - 2003 AVN Awards - 40 of Adult's Youngest Stars 5 - Adventures of Sunset - All Girl Pussy Party 8 - Amateur Hours 61 | - Amateur Hours 68 - Anal Mania 8 - Anal Ski Vacation - Anal Webb - Ass Frenzy 4 - Ass Slammers 1 - Babenet - Bachelorette Party 2 - Bad Ass Blondes 3 |